# Gabriel Costa (football)
Pour les articles homonymes, voir Gabriel Costa (homonymie).
Ne doit pas être confondu avec Gabriel Costa (homme politique).
Basilio Gabriel Costa Heredia (né à San Carlos en Uruguay le 2 avril 1990), plus couramment appelé Gabriel Costa, est un footballeur uruguayen naturalisé péruvien. Il joue au poste de milieu de terrain au sein de l'Alianza Lima au Pérou.

## Carrière

### En club
Formé au River Plate d'Uruguay, Gabriel Costa se distingue au Pérou au sein du Sporting Cristal. En effet, il y est sacré deux fois champion du Pérou en 2016 et 2018. Lors de ce dernier championnat, il marque 26 buts et délivre 19 passes décisives en 43 matchs et est désigné meilleur joueur de la saison.
En 2019, il est transféré au Colo-Colo du Chili qui paie 1,6 million de dollars US incluant la cession de Christofer Gonzales au Sporting Cristal dans l'opération. Avec un total de 123 matchs joués et 35 buts marqués au sein du club chilien entre 2019 et 2022, Gabriel Costa remporte le championnat 2022 et deux Coupes nationales en 2019 et 2021.
En 2023, il retourne au Pérou afin de s'enrôler à l'Alianza Lima, club où il avait déjà joué sous forme de prêt entre 2014 et 2015.

### En équipe nationale
Naturalisé péruvien, Gabriel Costa est convoqué par le sélectionneur du Pérou Ricardo Gareca pour jouer des matchs amicaux face à l'Équateur et au Brésil les 5 et 10 septembre 2019, respectivement. En 2021, il dispute des rencontres de qualifications à la Coupe du monde 2022. Il compte 12 matchs (sans marquer de but) en équipe du Pérou depuis 2019.

## Palmarès
| Alianza Lima - Torneo del Inca (1) : - Vainqueur : 2014. |  | Sporting Cristal - Championnat du Pérou (2) : - Champion : 2016 et 2018. - Meilleur joueur : 2018. - Torneo de Verano (1) : - Vainqueur : 2018. |  | Colo-Colo - Championnat du Chili (1) : - Champion : 2022 - Coupe du Chili (2) : - Vainqueur : 2019 et 2021. - Supercoupe du Chili (1) : - Vainqueur : 2022. |